# Erskine Hain
Erskine Gottfried Folke Hain, född 29 november 1877 i Malmö, död där 29 december 1959, var en svensk företagsledare och vicekonsul; bror till Gottfried och Richard Hain.
Hain studerade vid högre allmänna läroverket i Malmö, var anställd på handelskontor 1894–97 i Malmö och utomlands 1897–03. Han var anställd i olika firmor, handelsstipendiat i USA, ordförande i handels- och sjöfartsnämnden i Malmö samt verkställande direktör i G & L Beijer AB 1914–59.
Hain var även ordförande i Svenska rederi AB Öresund, ordförande och vice ordförande i AB Kolkompaniet i Malmö,  vice ordförande i Malmö museum och i Svenska stenkolsimportörernas förening. Han var argentinsk vicekonsul och  1917–19 ledamot av Malmö stadsfullmäktige.  
Hain var i sitt första äktenskap gift med Anna Beijer (född 1878, död 1948), dotter till Gottfried Beijer.